# 夏だモン
「夏だモン」（なつだもん）は、日本の女性歌手、広瀬香美の10枚目のシングル。

## 解説
- 1997年7月24日にビクターエンタテインメントから発売された。
- TBSドラマ「金のたまご」主題歌（夏だモン）、日産自動車「セフィーロワゴン」CMソング（カリフォルニアの青い空）の両面タイアップシングル。
- 冬の曲のイメージが強い広瀬には珍しい、夏のシングル曲。1998年1月15日発売のアルバム『rhapsody』に、「夏だモン」のアルバムバージョン「ヤッパ・・・冬だモン Ver.」が収録されており、シングルとは違い冬を意識した歌詞になっている。
- 「カリフォルニアの青い空」は、アメリカのシンガーソングライターアルバート・ハモンドが1972年にリリースした同名曲の全英語詞カバー。翌8月にリリースされたカバーアルバム『Thousands of Covers Disc1』にも収録されている。

## 収録曲
1. 夏だモン
作詞・作曲：広瀬香美　編曲：本間昭光・広瀬香美
2. カリフォルニアの青い空〜It Never Rains In Southern California〜
作詞・作曲：Albert Hammond,Mike Hazlewood、編曲：白井良明
3. 夏だモン（オリジナル・カラオケ）

## 収録アルバム
- rhapsody (#1、ヤッパ…冬だモンVer.)
- タイアップコレクション〜広瀬香美のテレビで聴いたあの曲達〜 (#1)
- SINGLE COLLECTION (#1)
- THE BEST "1992-2018" + "雪"Setlist Non-Stop Mix (#1)
- Thousands of Covers Disc1(#2)